# الزام
الزام ((اِ) [ع .] (مص م)۱ - وادار کردن، به عهده کسی قرار دادن .۲ - لازم گردانیدن، واجب کردن.) (به انگلیسی: Obligation) (به فرانسوی: Obligation) (به لاتین: Obligatio). الزام در حقوق: الزام یک رابطه حقوقی است که به موجب آن انجام عملی یا عدم انجام عملی، بر کسی، نسبت به دیگری واجب می‌گردد. به موجب این علاقه حقوقی که فی‌مابین برقرار می‌شود، شخص اول دائن و شخص دوم مدیون نامیده می‌شود. این ارتباط، اگر از جهت دائن لحاظ شود، الزام نامیده می‌شود زیرا حق دائن است که مدیون را ملزم کند که دین خود را اداء کند. اما اگر از جهت مدیون لحاظ شود، التزام نامیده می‌شود، زیرا شخص مدیون بر خود واجب می‌داند که دین خود را اداء کند. پس دائن، ملزم، مدیون ملتزم، و دین ملزوم است. اما بیشتر حقوق‌دانان، فقط از ناحیه شخص مدیون، این نسبت را مورد توجه قرار می‌دهند، زیرا در نظر آنان شخص مدیون پذیرای الزام است، نه فقط پذیرا، بلکه موظف به اجرا و ادای دین، در صورت استحقاق، است.
قاعده الزام، در حقوق خصوصی بدون فایده حقوقی نمی‌باشد.
درحقوق، خواسته (فسخ) فرع بر الزام خوانده به انجام تعهدات قراردادی می‌باشد، بدواً خواهان بایستی دعوی الزام به انجام تعهدات را درخواست نماید.